# Trogoderma sinistrum
Trogoderma sinistrum is een keversoort uit de familie spektorren (Dermestidae). De wetenschappelijke naam van de soort werd in 1926 gepubliceerd door Henry Clinton Fall.